# Species IV: The Awakening
Species IV: The Awakening (titulada: Especies IV en Hispanoamérica y Species IV. El despertar en España) es una película estadounidense del año 2007, dirigida por Nick Lyon y protagonizada por Helena Mattsson y Ben Cross.

## Argumento
Cuando la inteligente profesora universitaria Miranda Hollander (Helena Mattsson) sufre una pérdida de conciencia, y se despierta entre los restos de una sangrienta carnicería, pide ayuda a su tío Tom (Ben Cross) y éste le revela la terrible verdad: que sólo es humana a medias y que en realidad es un clon de un híbrido de ADN humano y alienígena. Tom y su sobrina se verán obligados a huir a México en busca del científico responsable de su creación, pero muy pronto tendrán que enfrentarse a una sanguinaria legión de híbridos mientras se agota el plazo para que Miranda, sin poder evitarlo, deba rendirse ante el instinto asesino que alberga en su propio cuerpo.

## Reparto
- Helena Mattsson es Miranda Hollander.
- Ben Cross es Tom.
- Marco Bacuzzi es Rinaldo.
- Edy Arellano es Calderón.
- Roger Cudney es Leland.
- Felipe de Lara es Burke.
- German Fabregat es Técnico.
- Marlene Favela es Azura.
- Meagen Fay es Celeste.
- Alejandra Gollas es Enfermera.
- Dominic Keating es Forbes.
- Mauricio Martínez es Dalton.

## Precuelas
- Species (1995)
- Species II (1998)
- Species III (2004)